# ویلکوو (استان اشوی‌داشکسیه)
ویلکوو (به لهستانی: Wilków) یک منطقهٔ مسکونی در لهستان است که در گمینا بوزنتن واقع شده‌است. ویلکوو ۷۹۰ نفر جمعیت دارد.